# 维拉尔圣庞克拉斯
维拉尔圣庞克拉斯（法語：Villar-Saint-Pancrace，法語發音：[vilaʁ sɛ̃ pɑ̃kʁas]）是法国上阿尔卑斯省的一个市镇，位于该省东北部，属于布里扬松区。

## 地理
维拉尔圣庞克拉斯（44°52'23"N, 6°37'38"E）面积42.53 平方千米，位于法国普罗旺斯-阿尔卑斯-蓝色海岸大区上阿尔卑斯省，该省份为法国东南部内陆省份，北起萨瓦省，西北接伊泽尔省，西南接德龙省，南至上普罗旺斯阿尔卑斯省，东北部与意大利接壤。
与维拉尔圣庞克拉斯接壤的市镇（或旧市镇、城区）包括：阿尔维约、布里扬松、塞尔维耶尔、皮圣安德烈、拉罗什德拉姆、圣马丹德凯里耶尔。

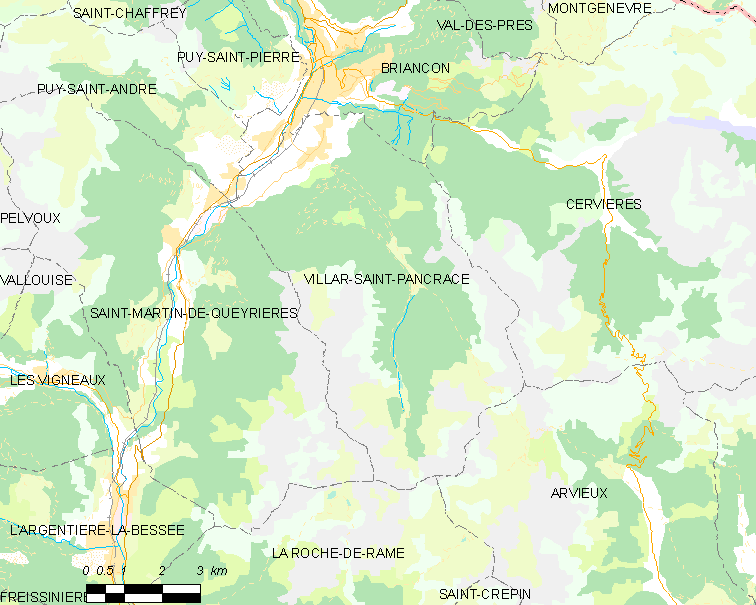
维拉尔圣庞克拉斯的OSM定位图

维拉尔圣庞克拉斯的时区为UTC+01:00、UTC+02:00（夏令时）。

## 行政
维拉尔圣庞克拉斯的邮政编码为05100，INSEE市镇编码为05183。

## 政治
维拉尔圣庞克拉斯所属的省级选区为布里扬松第一县。

## 人口

1962-2008年间维拉尔圣庞克拉斯人口变化图示

维拉尔圣庞克拉斯于2022年1月1日时的人口数量为1433人。